# 프락셀

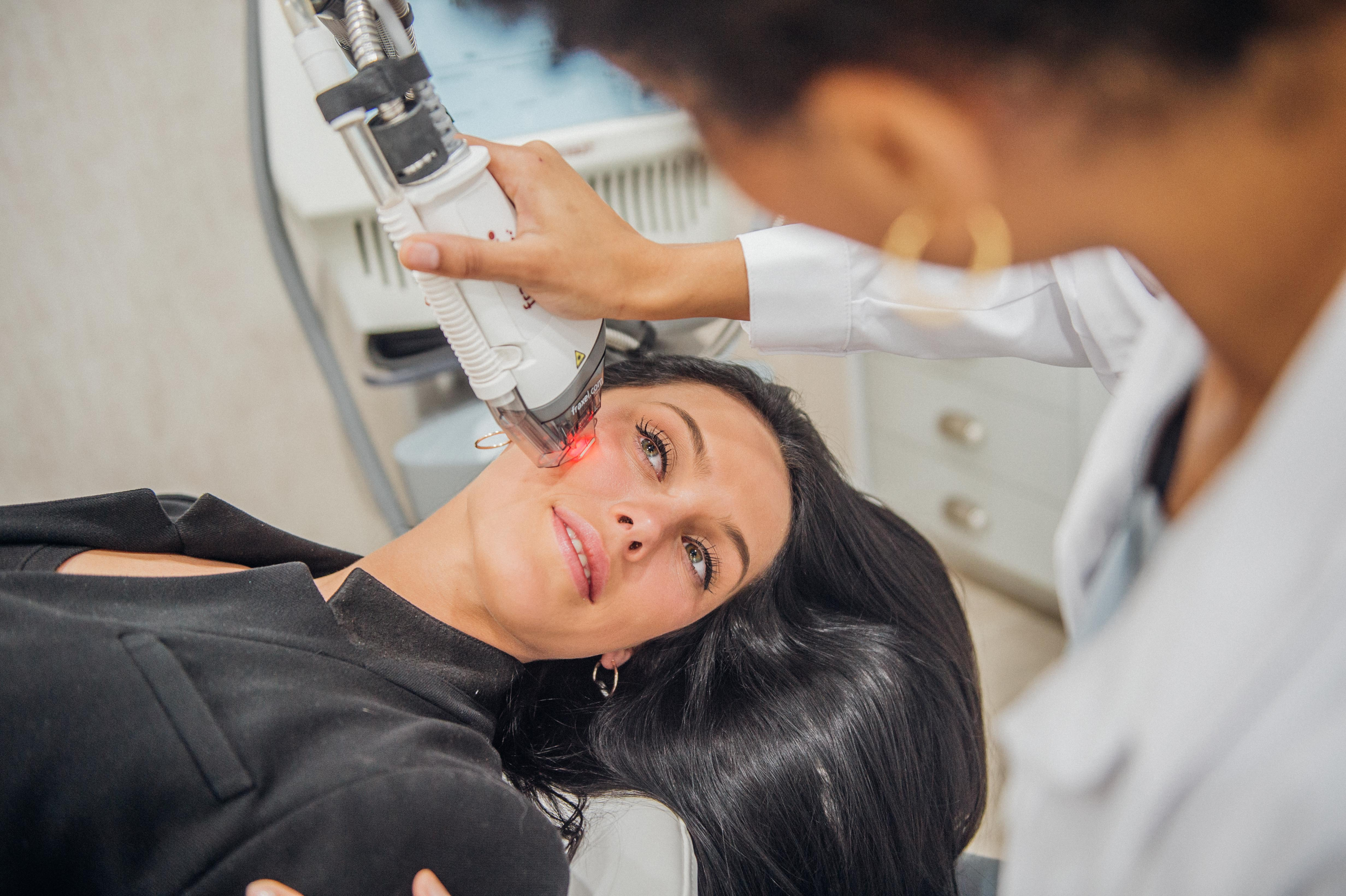
의사가 프락셀 레이저 시술을 수행하고 있다.

프락셀 레이저 치료(Fraxel Laser Treatment)는 2004년 릴리언트 테크놀로지스(Reliant Technologies)가 개발한 레이저 계열이다. 모토메디슨 웰먼 센터(Wellman Center for Photomedicine)로부터 라이선스된 미국 특허를 통해 개발되었다. R. 록스 앤더슨이 발명자이다. 프락셀 레이저는 피부 표면 재처리를 위해 부분 광선열융해를 일으킨다.
961회의 부분 레이저 치료에서 관찰된 합병증으로는 여드름과 단순포진 유발이 있다.
프락셀 레이저의 이용에 따른 안 좋은 흉터, 과다색소침착 등 입증되지 않은 부정적인 보고가 있기도 하다.